# Hemipterodes curviplena
Hemipterodes curviplena är en fjärilsart som beskrevs av W. Warren 1895. Hemipterodes curviplena ingår i släktet Hemipterodes och familjen mätare. Inga underarter finns listade i Catalogue of Life.